# Jean-Baptiste Claessens
Pour les articles homonymes, voir Claessens.
Jean-Baptiste Claessens est un gymnaste belge.

## Biographie
Jean-Baptiste Claessens fait partie de l'équipe de Belgique qui remporte la médaille de bronze en système suédois par équipes aux Jeux olympiques d'été de 1920 se tenant à Anvers.